# Deutschordenskirche St. Katharina (Köln)

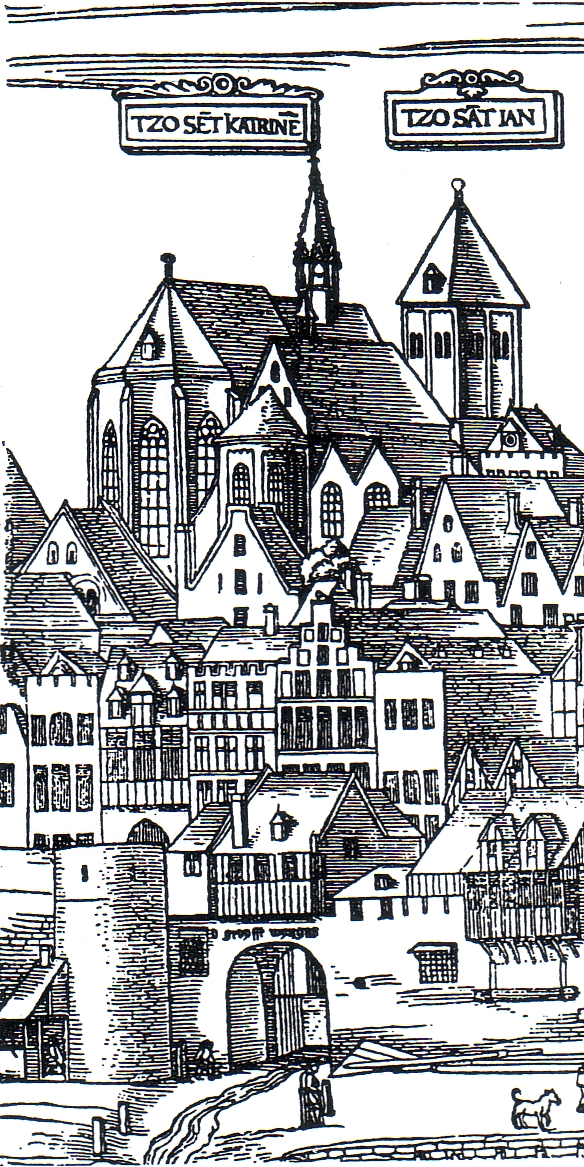
St. Katharina neben St. Johann Baptist, 1531

St. Katharina war die Kirche einer Kommende der Ballei Koblenz des Deutschen Ordens in Köln.

## Geschichte

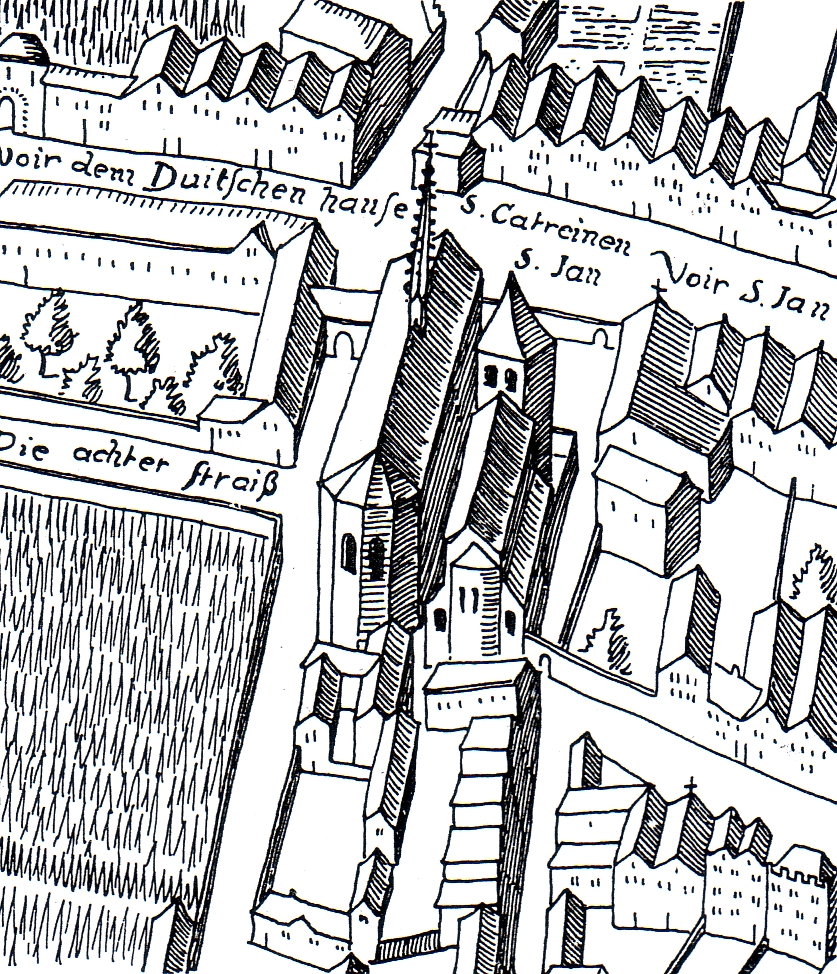
Mercatorplan von Köln, 1571

Neben der Ballei Koblenz besaß auch die Ballei Altenbiesen (Maastricht) eine Kommende in Köln, Jungenbiesen. Die Koblenzer Ballei in der Stadt geht zurück auf ein 1219 durch Erzbischof Engelbert I. von Berg der heiligen Katharina geweihtes Oratorium, das durch den Magistrat nahe der Pfarrkirche St. Johann Baptist erbaut worden war. An diesem Bethaus wurde durch den Kölner Bürger Heinrich Halverogge ein Hospital für den Ordensdienst errichtet. Da die Stiftung im Pfarrbezirk des Severinsstiftes lag, entstand ein Rechtsstreit, der 1219/20 beigelegt wurde. Aus der Vereinbarung geht hervor, dass das Hospital in der Hand des Deutschen Ordens lag.
In der Folgezeit entwickelte sich die Ordensniederlassung zu stattlichem Vermögen und Ansehen, Güterbesitz und Patronatsrechten. Gegenüber der alten Kapelle wurde in der 2. Hälfte des 13. Jahrhunderts eine neue Katharinenkirche errichtet, an der 1421 die Karmeliten den Gottesdienst übernahmen. Das Gotteshaus wurde um die Hälfte zum 15. Jahrhundert erheblich erweitert und bestand seitdem aus einem dreischiffigen, gewölbten vierjochigen Langhaus von 12 zu 17 m und einem zweijochigen Chorraum von 6,5 zu 9 m, der einen 3/8-Schluss hatte. Auf dem Langhaus befand sich ein großer spätgotischer Dachreiter. Komturhaus, das Brüderhaus und die Wirtschaftsgebäude der Kommende befanden sich südlich der Kirche. Das Hospital wurde im Laufe des 15. Jahrhunderts aufgegeben.
1802 erfolgte die Aufhebung der Kommende und 1807/08 die Niederlegung der Katharinenkirche. Die letzten Gebäudereste der Kommende standen teilweise noch bis 1912. An die Ordensniederlassung erinnert die Straße An Sankt Katharinen.